# 弩

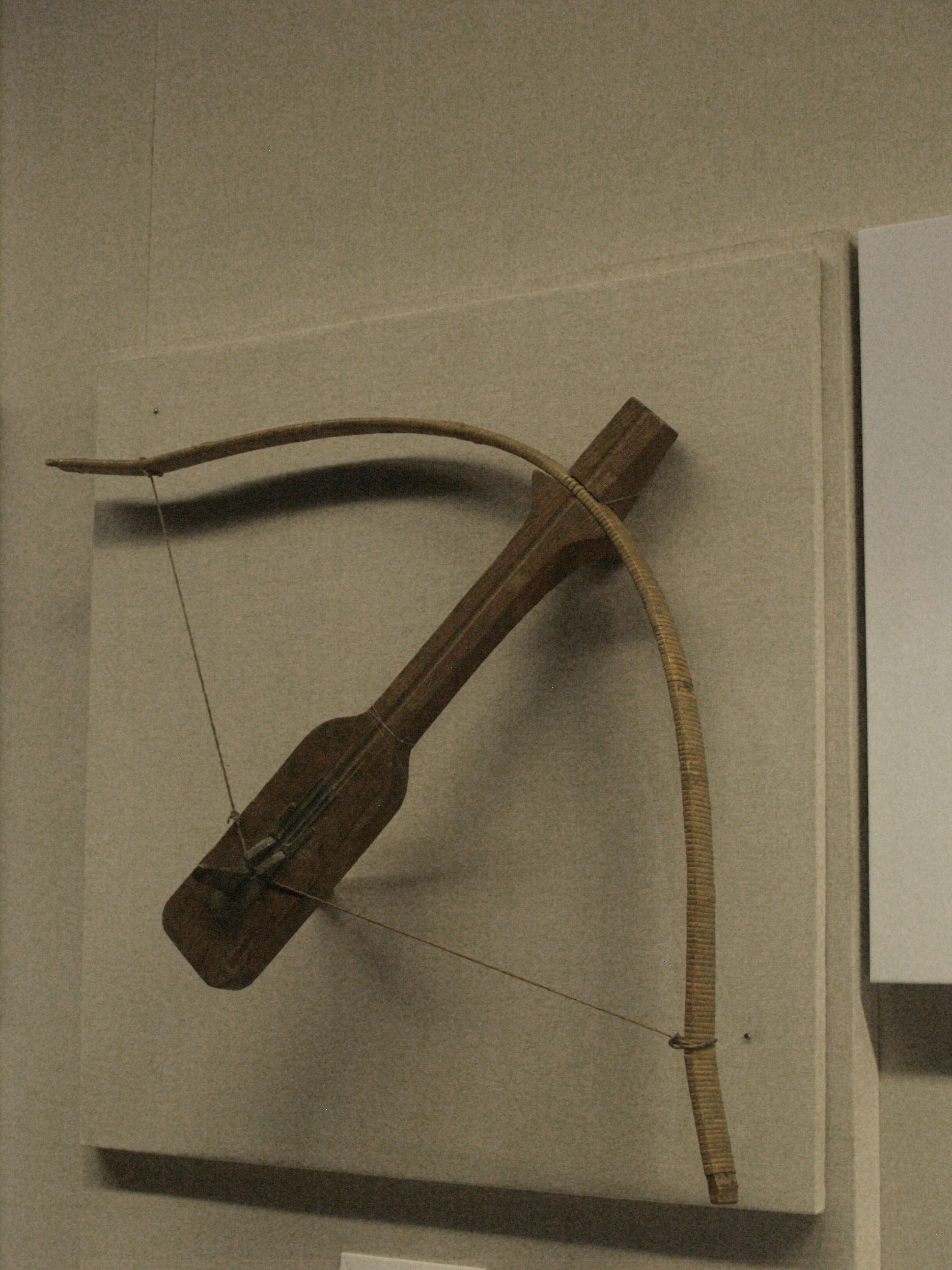
西安市から出土した秦代の弩（陝西省歴史博物館所蔵）

弩（ど、いしゆみ、おおゆみ）は、東アジア、特に中国において古代から近世にかけて使われた、クロスボウと同類の射撃用の武器の一種。平安時代の辞書『和名類聚抄』には於保由美（おおゆみ）という字が見られる。

## 構造
弩は横倒しにした弓（翼と言う）に弦を張り、木製の台座（臂もしくは身と言う）の上に矢を置き引き金（懸刀と言う）を引く事によって矢や石などが発射される。この引き金の機構全体を機と言い、初期はむき出しのまま臂に埋め込まれていたが、後には郭に収納され、それが臂に埋め込まれるようになった。
矢を発射するために弦を張る方法は何種類かあり、戦国時代末期以降は主に巻き上げハンドルや梃子の原理を用いて弦を引く方法が使われ、他に足を使って背筋力で引っ張る方法、腰を使って引っ張り上げる方法などがあった。強力な弩ほど強い張力を必要とするため、弦を張るのに手間と労力がかかり、速射性が損なわれるという宿命があった。弩の強さは翼の反発力を計ることで求められ、はかりによって計測された。後漢の時代では反発力160 - 180kgぐらいの弩が一般的であったと言われている。

## 性能
弓に比べて初速が100 - 300m/sと速く矢も重く太いため飛距離（最大射程）・貫通力に優れ、照準を合わせやすく命中精度にも勝る。ただし、射出後空気中での安定性が悪いためか有効射程は高張度の合成弓のそれと大差のないものもある。また、前述のように150kg程度の高張力を必要とするため、連射性能は弓（張力はその数分の一から、大きくても半分以下）に比べて劣っている。
中国の戦国時代に使われた強弩の射程は最長で700-800 m、弱弩の有効射程は約100 mとされている。
13世紀 - 14世紀ロングボウを装備したイングランド軍にフランスの弩（クロスボウ）兵が圧倒されたり、日本のように、弩が顧みられなかったところも存在する。
威力が射手の腕力に依存し命中精度を上げるのにも長期間の訓練が必要となる弓に比べ、誰が用いても威力が変わらず短時間の訓練で一定の命中精度が得られる弩は、歩兵を短時間で弓兵に変えることができるなど戦力増強に有効な武器であった。また農兵等の戦闘技術を持たない人材を大量に動員する必要があった社会（中国・ヨーロッパ）では重宝された。
騎乗して使うことも可能であるが、揺れる馬上では装填により時間がかかることや、そもそも手綱を放した状態で馬を操れる者が少ないため、弩を使う弓騎兵は世界的に見ても少なく、馬で素早く移動し、下馬して発射するなど限定的な運用であった。また馬を操ることができれば機動力を生かして奇襲・退却ができるため飛距離のアドバンテージも少ない。
通常の弓よりは飛距離は優れているものの、構造上短くて矢羽の少ない矢を使用せざるをえないので、敵軍が弩を持っていない場合、自軍が放った矢を敵軍は再利用できないという利点もあった。

## 歴史
中国における最初の文献的証拠は『孫子』である。紀元前5世紀に始まる中国の戦国時代には斉の孫臏が戦闘で弩兵を運用している記述があり、既にこの頃には主力の飛び道具として使われていた。戦国時代頃の弩は発射装置を構成する部品である青銅製の精巧な弩機が遺跡から発掘されており、直後の統一秦の時代ではあるが、始皇帝陵の兵馬俑坑からは保存状態の良いものがいくつも出土した。
景耀4年（261年）に作られた「十石機」の銘をもつ銅製弩機が発見されているが、引く力が260Kgにも相当する。
蚩尤や黄帝、または楚の琴氏が発明したという伝説が存在するものの、発明時期、発明者などは不明である。中世の中国においても主力武器の一つとして使われており、唐の軍隊では約2割が弩を装備していた。弩兵の一斉射撃により、騎兵の突撃力を弱め制圧することが可能であり、北方の騎馬民族の侵入に悩まされ、歩兵が中心の中国にとっては不可欠な武器であった。
中国において弩は、政府管理の武器として厳格に管理されており許可なき保有は罰せられた。 その製造・整備は政府直轄の工房で行われており、その製造には高度な技術が必要だったと思われる。つまり、弩とは中央政府の強固な意志によって作られ、維持される高度な技術製品だったのである。
北宋の時代に入ると騎兵の主流は重装騎兵になったため、弩もその厚い装甲を貫通するための貫通力を求められ、より強力な殺傷力を持つ弩が生み出されていった。火器や火砲の出現によって姿を消し、明代になると弓兵が残存したのに対して弩は鳥銃に置き換えられていった。次の清代に入ると前身である後金軍が弩（満州語：fitheku beri、フィトヘク・ベリ）を主力兵器として用いていたため、再び主要装備として配備されるようになり、清代には流れ作業（工場制手工業）による製造過程があったとされる（日清戦争において弩で武装した兵士の存在も確認されている）。
ツングース系民族は小型の弩を利用した罠を狩猟に使っており、アイヌではアマッポと呼んでいる。

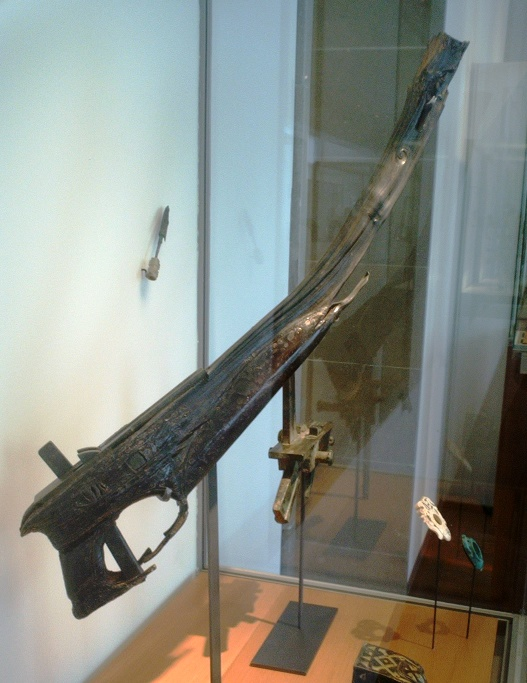
紀元前2世紀ごろの弩。
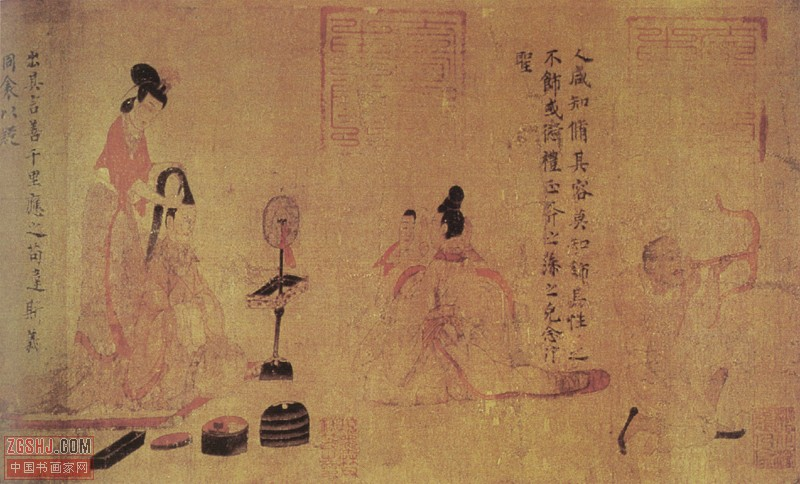
弩を撃つ男の絵（最右）
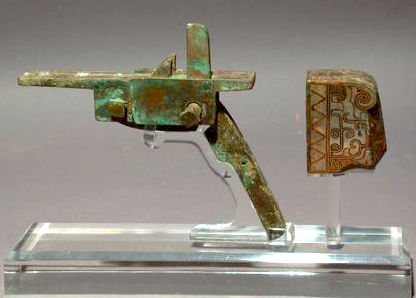
青銅製の弩
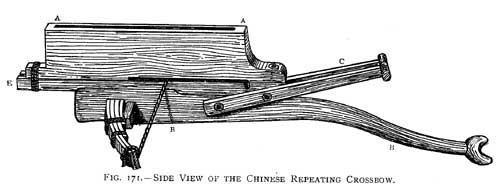
連弩（明代）
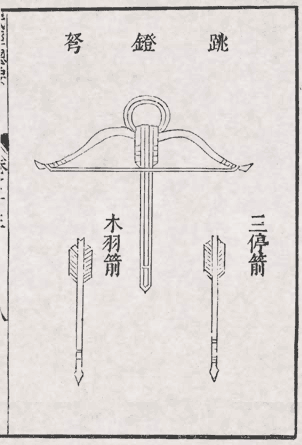
足を使って矢を装填する弩

### 日本

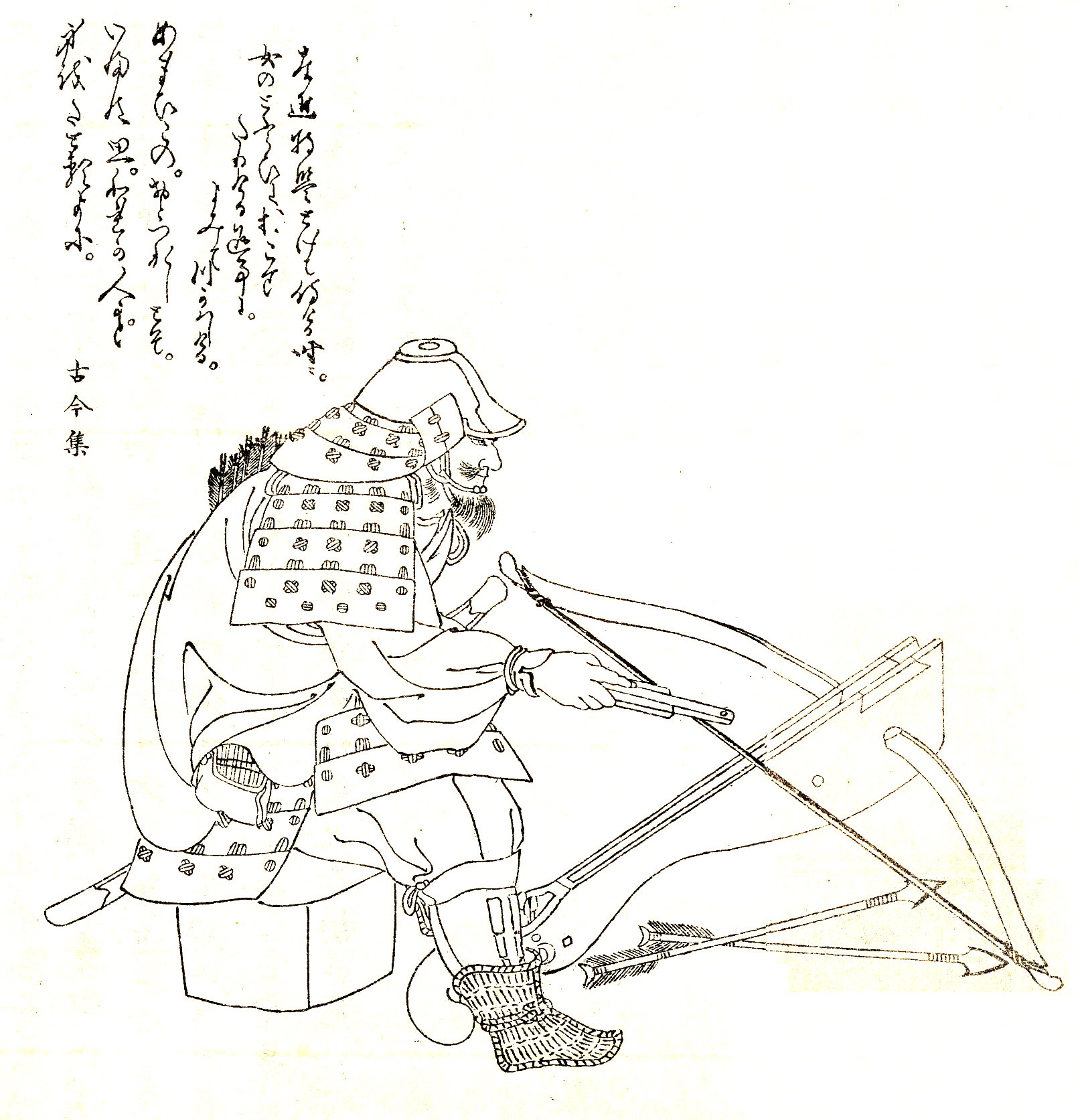
小野春風　／『前賢故実』より

日本で知られるもっとも古い弩としては、弥生時代に作られた小型の弩の木製の銃身に相当する臂（ひ）の部分が島根県の姫原西遺跡から出土している。律令軍制においては、弩を扱う弩手（どしゅ）は軍団の中から強壮の者二名が選抜され、あてがわれていた。
貞観8年（866年）には肥前国の一部郡司らが日本の国家機密である律令制式の造弩法を新羅の一部軍事勢力に洩らして合同し、対馬を奪取するという企てが事前に発覚して阻止されたことが記録されている。
貞観12年（870年）2月15日、朝廷は貞観の入寇に対抗するため、弩師や防人の選士50人を対馬に配備したが、在地から徴発した兵が役に立たないと判断し俘囚も配備するなど、有効性については騎射に優れた蝦夷よりも劣ると判断された記録もある。
元慶5年（881年）の秋田城における俘囚の反乱（元慶の乱）の際、敗退した朝廷軍が失った兵器のなかに大量の弩が含まれていたとする記録もある。
康平5年（1062年）の前九年の役において安倍氏側が厨川柵の防衛に弩を用いており、これも本来は朝廷側の城柵に設営されていた律令制式の弩を安部氏側が接収したものを用いていた可能性がある。アイヌは東北地方にも痕跡を残しているが、アマッポとの関連は不明である。
10世紀頃に兵（つわもの）から武士が誕生し、争い事自体が領主としての武士とその郎党・下人らで組織される多くても数十人単位の小集団同士の武力衝突が多くなったこと、その争いでは「首級数」よりは「誰の首級か」が重要になったこと、地方軍制もその小集団を束ね自らが軍装を持参する新たな国衙軍制が成立したことなどにより、兵器として管理・整備が難しく国司・郡司による中央統制的兵器管理が必要な弩は全体として軍備から外され消滅に向かった。代わりに管理のしやすい軽便な軽甲・弓箭が主流となる。
武士に期待された任務としての軍事行為は、初期には主として少人数のゲリラ的な襲撃戦を主体とした田堵負名層の反受領闘争の鎮圧であり、また11世紀以降になると荘園公領の管理者として荘園公領間の武装抗争の自力救済が期待された。長弓を用いた騎射を主体とする武士にとって弩は不向きであったし、本来、千人規模以上の大軍団の歩兵による迎撃戦に適した弩は、数十から多くて百人程度の規模でしかない武士対田堵負名層、あるいは支配地に隣接する荘園や公領の他の武士との抗争における騎馬機動戦には不向きであり、また騎射を「弓馬の道」として尊び武芸として極めようとした武士の思想に向かないものであった。
古代律令制が日本で形骸化した後、歩兵を主体とする兵士の大集団が日本の戦場に再登場したのは戦国時代以降であるが、この頃には日本の長弓は複合素材を用いた長射程のものに発達しており、弩が顧みられることはなかった。時代が下ると西洋からクロスボウが伝来するが、火縄銃の伝来と同時期であり、威力では火縄銃に、速射性では和弓に、コストパフォーマンスでは印地に劣るクロスボウは中途半端な存在として普及しなかった。

## 種類

### 大型の弩
また、攻城戦などに使われた大型の弩は、床子弩（しょうしど）または床弩（しょうど）と呼ばれ、カタパルトと共に使われた。台座や車両を必要としその運用にも複数の人数を必要とした。この床子弩（床弩）は戦国時代から使われ始め、南宋の時代にもっとも使われていた。しかし元の時代に入ると火薬を利用した大砲などが導入され、戦場から姿を消した。
また、古代ローマではバリスタと呼ばれる、同じく土台とハンドルの付いた固定式の大型の弩が普及していたが、ローマの崩壊期から中世にかけて姿を消した。

### 連射性能

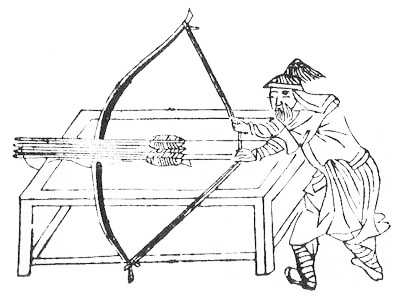
連弩

弩の長所はその飛距離と貫通力であるが、弱点は連射が利かないと言う点である。その弱点を克服するためにいくつかの方法がとられた。一つは弩自体を改良すること、もう一つは兵の運用方法でカバーすることである。
矢を自動の無限装填機構によって連射できるように、あるいは一度に複数の矢を発射できるように改良した弩のことを連弩（れんど）と呼ぶ。連弩は戦国時代（紀元前5 - 3世紀）には既に存在しており、18本の矢を装填し、2本同時に発射可能なものが楚人の墓地から発掘されている。漢代でも改良は続けられ、三国志中には諸葛亮がそれを改良して元戎（げんじゅう）を作ったとする記述がある。
明代には装填機構によって10発の矢を連射できる諸葛弩と言われるものが存在した。命名は諸葛亮にちなんだものであると思われるが、元戎とは全く別の武器である。また、同時に複数の矢を放てる多発式の連弩も開発された。しかしながら、構造が複雑になることで壊れやすく、摩擦を減らしスムーズに矢を発射するために矢羽が取り除かれたので命中精度が低かった。さらに連射性能と引き替えに威力と射程距離が犠牲になってしまったため弩の置き換えにはならなかった。
日本では久米通賢が装填式の弩を開発しており（久米は中国兵書『武備志』に通じている）、今も久米流砲術の中で伝えられている。これは盗賊に対して発明されたものとされ、矢にはトリカブトも塗られていた。そのため、この形式の弩が日本の戦場で活躍することはなかったとみられる。

## 代表的な使用者
- 冀州強弩 - 三国志の時代に袁紹に仕えた弩士の精鋭。伝統的に冀州の地の弩は精鋭とされていた。
- 隼人 - 古代日本の九州居住者
- 弩師 -　天平宝字六年（762年）、大宰府に置かれた弩の精鋭部隊[10]。また、承和年間以降には軍事的緊張の度に弩師が設置される[1]。